# La Carabina
La Carabina är en ort i Mexiko.   Den ligger i kommunen Cajeme och delstaten Sonora, i den nordvästra delen av landet, 1 400 km nordväst om huvudstaden Mexico City. La Carabina ligger 74 meter över havet och antalet invånare är 130.
Terrängen runt La Carabina är platt åt sydväst, men åt nordost är den kuperad. Runt La Carabina är det ganska tätbefolkat, med 75 invånare per kvadratkilometer. Närmaste större samhälle är Ciudad Obregón, 9,6 km väster om La Carabina. I omgivningarna runt La Carabina växer huvudsakligen savannskog.